# Nejvyšší soud Indie
Nejvyšší soud Indie je nejvyšší orgán soudní moci Indické republiky. Je posledním odvolacím soudem ve všech občanskoprávních a trestních věcech v Indii. Má rovněž pravomoc soudního přezkumu. Skládá se z předsedy indického Nejvyššího soudu a maximálně 33 dalších soudců.
Jako vrcholný ústavní soud se zabývá především odvoláními proti rozsudkům vrchních soudů různých států a tribunálů. Jako poradní soud projednává věci, které mu předloží indický prezident. V rámci soudního přezkumu soud ruší platnost běžných zákonů i ústavních změn podle doktríny základní struktury, která vznikla v 60. a 70. letech 20. století.
Jeho úkolem je chránit základní práva občanů a řešit právní spory mezi vládou Indie a vládami různých států. Jeho rozhodnutí jsou závazná pro ostatní indické soudy i pro vlády svazu a států. Podle článku 142 Ústavy má soud přirozenou pravomoc vydávat jakákoli rozhodnutí, která považuje za nezbytná v zájmu úplné spravedlnosti a jejichž výkon se stává závazným pro prezidenta.
Díky rozsáhlým pravomocem zahajovat řízení a vykonávat odvolací pravomoc nad všemi soudy je Nejvyšší soud Indie všeobecně uznáván jako jeden z nejmocnějších nejvyšších soudů na světě.